# Сент-Эликс-Сеглан
Сент-Эли́кс-Сегла́н (фр. Saint-Élix-Séglan, окс. Sent Helitz e Saglan) — коммуна во Франции, находится в регионе Юг — Пиренеи. Департамент — Верхняя Гаронна. Входит в состав кантона Ориньяк. Округ коммуны — Сен-Годенс.
Код INSEE коммуны — 31477.

## География

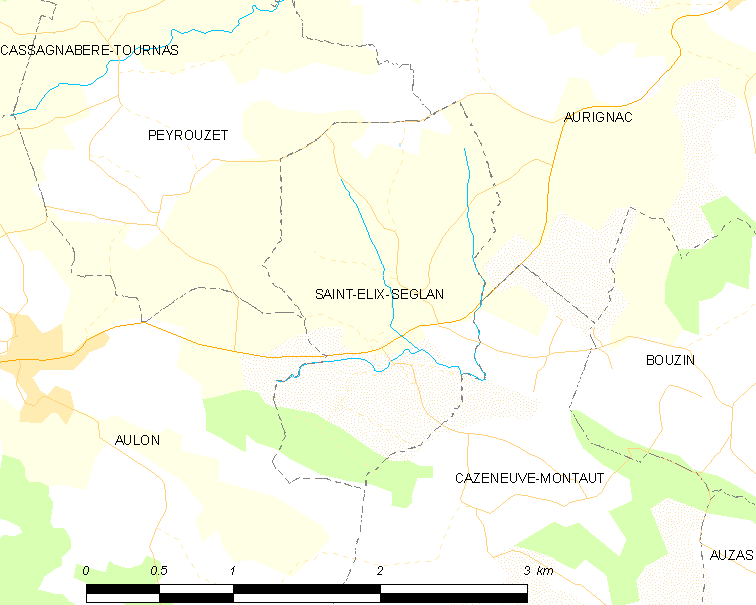
Карта коммуны

Коммуна расположена приблизительно в 640 км к югу от Парижа, в 70 км к юго-западу от Тулузы.
По территории коммуны протекает небольшая река Ну.

## Климат
Климат умеренно-океанический. Зима мягкая и снежная, весна характеризуется сильными дождями и грозами, лето сухое и жаркое, осень солнечная. Преобладают сильные юго-восточные и северо-западные ветры.

## Население
Население коммуны на 2010 год составляло 41 человек.
| 1962 | 1968 | 1975 | 1982 | 1990 | 1999 | 2010 |
| ---- | ---- | ---- | ---- | ---- | ---- | ---- |
| 97   | 91   | 69   | 68   | 59   | 47   | 41   |

## Администрация
| Период | Период | Фамилия      | Партия | Примечания |
| ------ | ------ | ------------ | ------ | ---------- |
| 2001   | 2008   | Анри Сюспен  |        |            |
| 2008   | 2020   | Даниэль Адер |        |            |

## Экономика
В 2010 году среди 26 человек трудоспособного возраста (15—64 лет) 21 были экономически активными, 5 — неактивными (показатель активности — 80,8 %, в 1999 году было 67,9 %). Из 21 активных жителей работали 21 человек (16 мужчин и 5 женщин), безработных не было. Среди 5 неактивных 0 человек были учениками или студентами, 4 — пенсионерами, 1 был неактивным по другим причинам.

## Достопримечательности
- Замок Сент-Эликс-Сеглан (XIV век). Исторический памятник с 1999 года[4]